# Tizi Rached
Tizi Rached (Tizi Ṛaced en kabyle) est une commune de la wilaya de Tizi Ouzou en Algérie.

## Géographie

### Situation
La commune de Tizi-Rached se situe au centre de la wilaya de Tizi-Ouzou. Elle est délimitée : Au nord par la commune de Frèha et Assif n’Sibaou ; au Sud par la Larbaâ n'ath Irathen et Irdjen ; à l’ouest par Tizi-Ouzou (chef-lieu de la Wilaya) ; et enfin à l'Est par Mekla et Ath Oumalou. Anciennement Ait Akerma, elle est aujourd'hui chef-lieu de Daïra (sous-préfecture) peuplée de près de 20 000 habitants. La commune de Tizi-Rached est constituée de 17 villages dont les plus importants sont: Tala Amara, Boushel, Taboukert et Takaâts. Sur son territoire, est implantée la plus importante zone industrielle de la wilaya de Tizi-Ouzou. C'est aussi un haut lieu de la révolution algérienne dont sont issus de nombreuses figures du mouvement national, à l'image de l'inénarrable Laïmèche Ali, Ali Ferhat (dit Ali Oumahmoud) et Mohand Saïd Aïche. Bastion du mouvement national dans les années 1940, ce petit douar kabyle, à l'époque coloniale, connut une intense agitation politique notamment avec les activités du PPA (Parti du Peuple Algérien) clandestin ainsi que les actions menées sous la bannière des SAA (Scouts amazighs algériens ) et les AML (Amis du Manifeste pour la Liberté), et ce, sous l'impulsion toujours de Laïmèche Ali et ses compagnons. Cette localité  payera du reste un lourd tribut pour son rôle avant-gardiste qui s'est poursuivi durant la guerre de libération nationale.
|            | Freha                       |                    |
| Tizi Ouzou | Tizi Rached                 | Mekla, Aït Oumalou |
|            | Larbaâ Nath Irathen, Irdjen |                    |

### Villages de la commune
La commune de Tizi Rached est composée de 24 villages :
- Agouni Djilbane
- Amalou
- Achlouh
- Cheraioua (Icerɛiwen)
- Belias
- Bouchfea
- Boushel
- Ifeknas/Tala el mal
- Ighil Oumchdal
- Igounane
- Ikhribane
- Imkhloufène
- Laazib Cheraioua
- Taadja
- Taboukert
- Takaats
- Tala Toulmouts
- Taouint Oulkhrif
- Tala Amara (Tala Ɛmara)
- Timezguida
- Tizenaguine
- Tizi Rached, chef-lieu de la commune
- Tourkache
- Zarka
- tamadast

## Toponymie
À l'origine, cette commune était connue sous le nom d'At Akerma. Cette dénomination est incontestablement d'origine historique. La région était en effet réputée pour la culture des figuiers et elle comptait les plus grands entrepôts en Kabylie destinés à l'emmagasinage et l'exportation des figues sèches. Le mot akerma désigne en kabyle justement ce fruit emblématique d'où cette identification référentielle qui s'est construite pour fixer dans les mémoires le lien d'appartenance et/ou de possession entre le lieu, ses habitants et un aspect de leur potentiel existentiel. Il y aurait peut-être matière à digresser sur d'autres explications quant à cette origine du nom, mais la plus plausible et – par ailleurs – la plus admise reste celle déjà évoquée. Nonobstant cette certitude, il ne dérange en rien de citer ici, par exemple, cette autre version quoiqu'elle parait par trop fantaisiste. D'après cette version donc l'origine du nom se rattacherait à un chef guerrier arabe répondant à ce nom et dont on dit s'être installé pendant un temps dans la vallée, au lieu-dit Abla. Ce dernier nom, qui désigne actuellement un lieu-dit dans la même vallée, serait celui de sa fille qui était éprise et convoitée pour le mariage par tous les mâles de la région. Elle se serait noyée en l'endroit. À ce titre il y a un adage populaire d’ailleurs qui dit: 'Wi bghan Abla wer tsyebbwidh, siwa ma yurgats d ggidh' (Celui qui convoite Abla ne peut l'approcher, sauf s'il le fait en rêve.) Serait-ce ces mêmes tribus arabes contre qui luttaient les At Ouqacha qui finirent par se replier en montagne pour constituer par la suite la tribu At Aggouacha ?[réf. nécessaire]
L'autre nom, c'est-à-dire Tizi Rached signifie: le col de Rached. Ce Rached accolé à cette appellation viendrait du fait que Sidi Rached aurait séjourné en l'endroit, tout en veillant à bien essaimer sa progéniture à travers les territoires qu'il traversait[réf. nécessaire].

## Personnalités liées
- Chérif Arbouz (1930-), écrivain algérien.
- Smaïl Yefsah (1962-1993), journaliste né dans le village de Tala Amara.
- Ali Laimeche (1925-1946), militant nationaliste algérien.
- Youcef Yefsah (1934-2020) officier de la révolution algérienne, président d'Apc, Architecte-Bâtisseur de la mosquée berbère de Tala Amara.